# ブルー・オン・ブルー
「ブルー・オン・ブルー」 (Blue on blue) は、バート・バカラックとハル・デヴィッドがボビー・ヴィントンに書いた作品で、1963年に全米3位を記録した楽曲。編曲・指揮もバート・バカラック自身が担当している。

## 解説
バート・バカラックとハル・デヴィッドのコンビは「涙の紅バラ」（1962）以降大ヒットのなかったボビー・ヴィントンのために「ブルー・オン・ブルー」を書き、1963年春、バカラック自身がニューヨークのボビーのオフィスに尋ね、録音を依頼した。ヴィントンは著作権の譲渡を主張したがバカラックがすでに登録済みを伝え、帰りかけるとボビーが追いかけ、その後の会談で話はまとまり,全米3位を記録する大ヒットとなった。それまでボブ・ヒラードなどとも組んでいたバカラックはこの作品以降、ハル・ディヴィドをパートナーとして固定した。この曲をタイトルとしたアルバムはナッシュヴィルで録音され、フロイド・クレイマー、ブーツ・ランドルフといったカントリーの名手たちの伴奏でタイトルに「ブルー」のついた作品ばかり録音した。「ブルー・ムーン」「私の青空」「ブルー・ハワイ」などの他に「ブルー・ヴェルヴェット」も録音され、のちにシングル・カットされ、タイトル曲を上回るヒットとなったためアルバムは「ブルー・ヴェルヴエット」と改題された。アルバムには全曲バート・バカラックが編曲・指揮をとったかのようなクレジットがされているが後にバカラックが関係したのは「ブルー・オン・ブルー」のみとされている。イージー・リスニング・チャートでは第2位まで上昇した。

## 主要なカヴァー
- パーシー・フェイス - （1963年）
- ボビー・ライデル - （1964年）
- バッド・シャンク - （1966年）
- ルネッサンス - （1971年）